# Joe Rosenberg
Joe Rosenberg (* 25. Oktober 1955) ist ein US-amerikanischer Jazz-Sopransaxophonist und Komponist.
Rosenberg stammt aus Boston und studierte ab 1995 mit einem Stipendium des National Endowment for the Arts bei Joe Viola, Buddy Collette und John Carter. In dieser Zeit war er Mitglied der Los Angeles Jazz Workshop Big Band und des Quartetts Inside Out. Bekannt wurde er dann durch Auftritte mit Musikern wie Dewey Redman, Gary Foster, Buddy Collette, Junko Inishi, Misha Mengelberg, Jean-Luc Guionnet und Edward Perraud. In den 1990er Jahren war er Mitbegründer der West-Coast-Formation Affinity, die vorwiegend in der San Francisco Bay Area auftraten (u. a. im Yoshi’s) und sich dem Werk der Jazz-Avantgarde wie von Eric Dolphy oder Ornette Coleman verschrieben haben. Mit Affinity nahm Rosenberg mehrere Alben mit Gastmusikern wie Buddy Collette oder Dewey Redman auf Music & Arts auf.
Ab 1995 lebte er in Hongkong, wo er mit einer eigenen Formation, mit Nelson Hui und dem Tänzer/Choreografen Mui Cheuk Yin arbeitete. 2005 spielte er das Album Quicksand mit Masako Hamamura, Mark Helias und Tom Rainey ein, das bei Black Saint erschien.

## Diskographische Hinweise
- Affinity: Plays Modern Jazz Classics (Music & Arts, 1993)
- Affinity: A Tribute to Eric Dolphy (Music & Arts, 1995) mit Buddy Collette
- Affinity: This Is Our Lunch (Music & Arts, 1995)
- Affinity: A Tribute to Ornette Coleman (Music & Arts, 1995) mit Dewey Redman
- The Long & Short of It (Black Saint, 2004)
- Danse de La Fureur (Black Saint, 2004)
- Quicksand (Black Saint, 2007)
- Tomorrow Never Knows (Quark, 2017)